# Ikebana

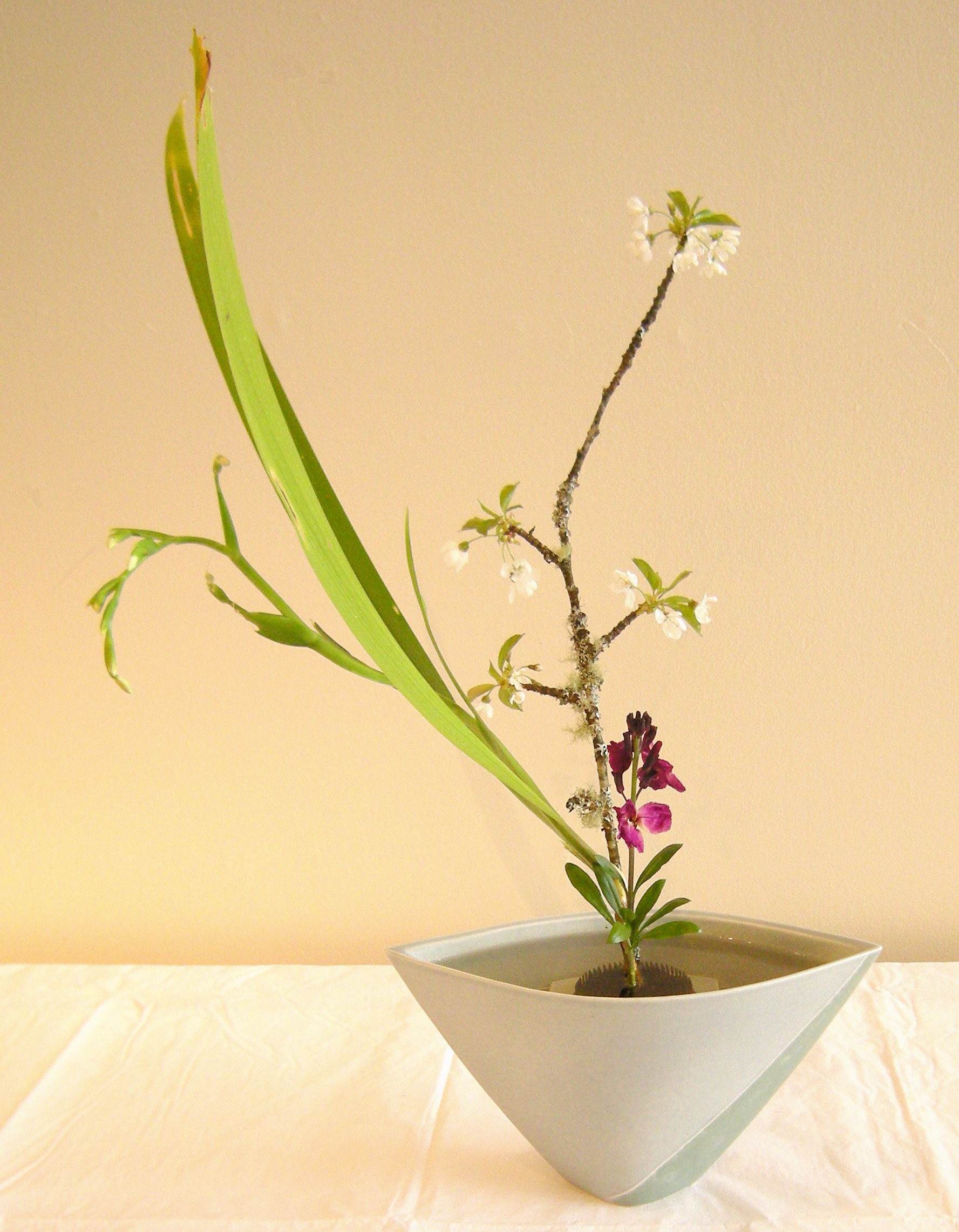
Arranjo de iquebana

Iquebana (生け花, "vivificação floral") é a arte japonesa de arranjos florais, também conhecida como kado (華道 ou 花道) — a via das flores.

## História
A iquebana é originária da Índia, onde os arranjos eram destinados a Buda, e se personalizou na cultura nipônica, que a tornou mais conhecida. Em contraste com a forma decorativa de arranjos florais que prevalece nos países ocidentais, o arranjo floral japonês cria uma harmonia de construção linear, ritmo e cor. Enquanto que os ocidentais tendem a pôr ênfase na quantidade e no colorido das cores, dedicando a maior parte da sua atenção à beleza das corolas, os japoneses enfatizam os aspectos lineares do arranjo. A arte foi desenvolvida de modo a incluir o vaso, caules, folhas e ramos, além das flores. A estrutura de um arranjo floral japonês está baseada em três pontos principais que simbolizam o céu, a terra e a humanidade, embora outras estruturas sejam adaptadas em função do estilo e da escola.
Dentre os mais diversos estilos de iquebana, destaca-se a Academia de Ikebana Sanguetsu. Esse estilo busca representar uma forma de se chegar ao equilíbrio, à simplicidade e à beleza. O sanguetsu, que tem, como princípio básico, o sentimento de respeito à natureza que norteou a vida de Mokiti Okada, cria composições capazes de refletir a beleza natural das flores em sua forma mais pura, levando alegria e paz às pessoas que apreciam os arranjos.